# Quint Hortensi (cònsol)
Quint Hortensi (en llatí Quintus Hortensius) va ser un magistrat romà.
Va exercir diverses magistratures en la carrera del cursus honorum, i apareix com a cònsol als Fasti per l'any 108 aC, encara que per raons no molt clares, (se suposa que va ser destituït després d'un judici per corrupció), el va substituir aquell mateix any Marc Aureli Escaure.